# Versões Acústicas 2
Versões Acústicas 2 é um álbum de estúdio do cantor brasileiro André Valadão, lançado em 2017 pela gravadora Som Livre.

## Lançamento e recepção
| Críticas profissionais | Críticas profissionais |
| Avaliações da crítica  | Avaliações da crítica  |
| Fonte                  | Avaliação              |
| ---------------------- | ---------------------- |
| Super Gospel           | [ 1 ]                  |

Versões Acústicas 2 foi lançado nas plataformas digitais e em formato físico. O disco recebeu avaliações negativas da mídia especializada. Com cotação de uma estrela e meio de cinco, o Super Gospel afirmou que o álbum "atende ao público corriqueiro do séc. XXI em um mercado cada vez mais fugaz".

## Faixas
1. "Eu Sou Teu"
2. "Muralhas"
3. "Cantarei Teu Amor pra Sempre"
4. "Acredito"
5. "Pra Sempre"
6. "Santo Espírito"
7. "Não Seremos Abalados"
8. "Que Se Abram os Céus"
9. "Oceanos (Onde Meus Pés Podem Falhar)"
10. "Oh Quão Lindo Esse Nome É"